# أرنولفو غونزاليس
أرنولفو غونزاليس (بالإسبانية: Arnulfo González)‏ هو لاعب كرة قدم مكسيكي في مركز الهجوم، ولد في 9 أغسطس 1991 في San Buenaventura, Coahuila ‏ في المكسيك. لعب مع سانتوس لاغونا ونادي سيلايا.

## وصلات خارجية
- أرنولفو غونزاليس على موقع قاعدة بيانات كرة القدم.إي يو (الإنجليزية)
- أرنولفو غونزاليس على موقع Soccerway.com (الإنجليزية)